# ایلیا کوتون
ایللیا کوتون (اوکراینی: Ілля Юрійович Ковтун؛ زادهٔ ۱۰ اوت ۲۰۰۳) ژیمناست هنری، و ژیمناست اهل اوکراین است.